# 久喜市立東公民館
久喜市立東公民館(くきしりつひがしこうみんかん)は、埼玉県久喜市にある公民館。久喜市公民館条例（平成22年3月23日条例第98号）に基づき、久喜市が設立、運営している社会教育施設であり、久喜市内に8つある公民館の1つである。

## 概要
- 1996年（平成8年）4月に久喜市により東地区に設置される。
- 施設内にはダンスホールがあり、施設内の端末から予約すれば誰でも利用できる。
- 1階、2階にはテーブルや椅子が設置されているところが計3箇所ある。誰でも利用可能で、子供達の遊び場にもなっている。
- 施設内には図書閲覧コーナーがあり、いつでも読書ができる。当図書コーナーは久喜市立中央図書館の出先扱いとなっており、貸出も可能である。
- その他、予約すれば利用できる部屋などがあり、イベントを開く場としても使用できる。
- 毎月第4木曜日は定休日。

## 市民用パソコン
かつて市民用パソコンが設置されていたが、2011年（平成23年）12月28日をもち、これらの市民用パソコンの運用は廃止された。
利用の際は窓口に置いてある用紙に名前、利用開始時間、日付を書くことにより利用していた。利用時間は原則として30分であった。
ソフトウェア
- OS:Microsoft Windows 2000 Professional SP1
- ウェブブラウザ:Internet Explorer 6
- オフィススイート:Microsoft Office 2000 (Word、Excel)
- その他:デスクトップには上記のソフトへのリンク、および公共施設予約ページのリンクなどが掲載されているWebページ壁紙が表示されている。

プリンター
市民用パソコンの隣に置いてある。印刷用紙は窓口で購入する（1枚5円）。